# Oneglia
Oneglia (del ligur: Inêia • Ineja) es una antigua ciudad ubicada en la costa de Liguria, al norte de Italia. La misma se unió con Porto Maurizio en el año 1923, formando la actual ciudad de Imperia, tomando su nombre del río Impero, que separa ambas localidades.

## Historia
Oneglia fue importante por su agricultura aceitera y otras industrias. En la Edad Media se encontraba dentro de la jurisdicción de la antigua República de Génova. En la actualidad, Imperia es la capital de la Provincia de Imperia, una de las cuatro provincias que conforman la región de Liguria; las tres restantes son Génova, Savona y La Spezia.
El principado de Oneglia, fue adquirido por Manuel Filiberto de Saboya en 1576. 
Fue tomada por España en 1614, durante la guerra de sucesión de Montferrato, siendo devuelta a Saboya a finales de 1617.
Ocupada por tropas hispano-genovesas en 1625, fue devuelta a los saboyanos por el tratado de Monzón de 1626, previa destrucción de las fortificaciones. 
Según señala Rossi Belgrano, Oneglia es el sitio de origen de la familia de Manuel Belgrano, uno de los héroes máximos de la independencia argentina y creador de la bandera nacional. Allí nació Domenico Francesco Belgrano, su padre hacia 1731.  
Fue ocupada por Francia el 24 de noviembre de 1792 durante las Guerras revolucionarias. Permaneciendo en su poder hasta su devolución al Reino de Cerdeña en 1814.  

## Personajes ilustres
En Oneglia nació el almirante genovés Andrea Doria.
De esta ciudad es originario Juan Bautista Cúneo, representante de Mazzini en Sudamérica y colaborador de Garibaldi, además de amigo y pariente de la familia Belgrano.
Otro prestigioso natural de Oneglia fue el escritor Edmundo de Amicis, nacido en 1846.
Luciano Berio compositor modernista.